# Prionolabis uncinata
Prionolabis uncinata là một loài ruồi trong họ Limoniidae. Chúng phân bố ở miền Cổ bắc.